# Jill Conway
Jill Ker Conway (ur. 9 października 1934, zm. 1 czerwca 2018) – amerykańsko-australijska pisarka i nauczycielka akademicka.
Pierwsza kobieta-prezydent Smith College w Northampton w stanie Massachusetts w latach 1975–1985, także visiting profesor w  Massachusetts Institute of Technology. W 1975 znalazła się w grupie amerykańskich kobiet, które magazyn Time uhonorował tytułem „Człowieka Roku”. Autorka licznych autobiograficznych książek.

## Twórczość
Książki
- Conway, Jill (1977). Modern feminism: an intellectual history. New York: Alfred A. Knopf.
- Conway, Jill; Kealey, Linda; Schulte, Janet E. (1982). The female experience in eighteenth- and nineteenth-century America: a guide to the history of American women. New York: Garland Pub. ISBN 978-0-691-00599-7.
- Conway, Jill (1987). Utopian dream or dystopian nightmare?: Nineteenth-century feminist ideas about equality. Worcester, Massachusetts: American Antiquarian Society. ISBN 978-0-912296-89-0.
- Conway, Jill; Scott, Joan W.; Bourque, Susan C. (1989). Learning about women: gender, politics and power. Ann Arbor, Michigan: University of Michigan Press. ISBN 978-0-472-06398-7.
- Conway, Jill (1989). The road from Coorain (1st ed.). New York: Alfred A. Knopf Distributed by Random House. ISBN 978-0-7493-0360-0.
  - Reprinted as: Conway, Jill (1992). The road from Coorain (2nd ed.). London: Minerva. ISBN 978-0-7493-9894-1.
- Conway, Jill (1992). Written by herself: an anthology. New York: Vintage Books. ISBN 978-0-679-73633-2.
- Conway, Jill; Bourque, Susan C. (1995). The Politics of women's education: perspectives from Asia, Africa, and Latin America. Ann Arbor: University of Michigan Press. ISBN 978-0-472-08328-2.
- Conway, Jill (1995). True north: a memoir. New York: Vintage Books. ISBN 978-0-679-74461-0.
- Conway, Jill (1992). Written by herself: autobiographies of American women: an anthology. New York: Vintage Books. ISBN 978-0-679-73633-2.
- Conway, Jill (1992). Written by herself: women's memoirs From Britain, Africa, Asia and the United States, volume 2: an anthology. New York: Vintage Books. ISBN 978-0-679-75109-0.
- Conway, Jill (1998). When memory speaks: reflections on autobiography. New York: Alfred A. Knopf. ISBN 978-0-679-76645-2.
- Conway, Jill (1999). In her own words: women's memoirs from Australia, New Zealand, Canada, and the United States. New York: Vintage Books. ISBN 978-0-679-78153-0.
- Conway, Jill; Kennan, Elizabeth; "Munnings, Clare" (2001). Overnight float. New York: Penguin Books. ISBN 978-0-14-200011-3.
- Conway, Jill; Marx, Leo; Keniston, Kenneth (1999). Earth, air, fire, water: humanistic studies of the environment. Amherst: University of Massachusetts Press. ISBN 978-1-55849-221-9.
- Conway, Jill (2001). A woman's education. New York: Alfred A. Knopf. ISBN 978-0-679-74462-7.
- Conway, Jill (Author); Millis, Lokken (Illustrator) (2006). Felipe the flamingo. Golden, Colorado: Fulcrum Publishing. ISBN 978-1-55591-547-6.

Rozdziały w książkach
- Conway, Jill (1998), "Points of departure", in Zinsser, William, Inventing the truth: the art and craft of memoir, Boston: Houghton Mifflin, pp. 41–60, ISBN 978-0-395-90150-2
- Conway, Jill (2001), "Foreword", in Freeman, Sue J.M.; Bourque, Susan C.; Shelton, Christine M., Women on power: leadership redefined, Boston: Northeastern University Press, ISBN 978-1-55553-478-3